# Zavěšený most

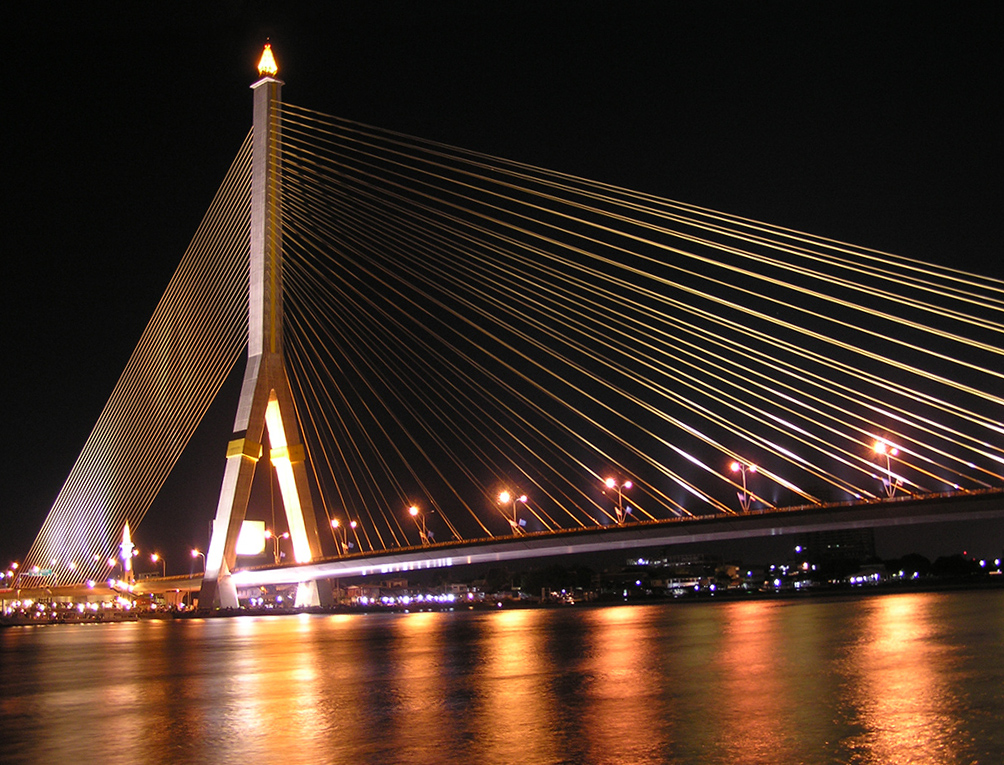
Most Ramy VIII v Bangkoku

Zavěšený most je most, jehož konstrukce (mostovka) je zavěšena na lanech upevněných v jednom nebo více pevných bodech. Buď může být pevností stabilitou srovnatelný s pilířovými mosty, nebo může jít o celolanovou konstrukci, která podléhá silným výkyvům. Zavěšený most se liší od visutého mostu, kde jsou mezi pevnými body natažena lana, na kterých visí mostovka, buď přímo nebo pomocí svislých lan.

## Zavěšené mosty
- Lanový most (Jižní spojka) – často užívaný název nepojmenovaného mostu na Městském okruhu v Praze ve Strašnicích
- Mariánský most – v Ústí nad Labem
- Harfový most (Tábor) – tzv. harfový most nad rybníkem Jordán v Táboře
- Dálniční most přes Labe u Poděbrad
- Puente Baluarte – v roce 2012 nejvyšší lanový most na Zemi
- Most přes Öresund
- Zlatý most – most přes zátoku Zlatý roh ve Vladivostoku